# Ill Will Records
Ill Will Records es un sello discográfico del rapero Nas distribuido por Columbia Records. Fue fundada en otoño de 2000 con el lanzamiento del álbum compilación Nas and Ill Will Records Present QB's Finest, que incluía éxito nacional "Oochie Wally" de The Bravehearts. El sello tiene este nombre en honor a Willie Graham, vecino de la infancia de Nas y mejor amigo, asesinado en 1992 cuando ambos eran adolescentes.
Tras el lanzamiento del God's Son de Nas, comenzó a ayudar a Bravehearts, grupo en el que se encontraba su hermano menor Jungle y su amigo Wiz (Wizard), para el lanzamiento de su álbum debut Bravehearted. En el álbum aparecen Nas, Nashawn (Millennium Thug), Lil Jon, Mya, y un remix del sencillo "Oochie Wally."
Ill Will distribuye a Nas y The Bravehearts a través de Columbia Records y a Quan ta través de Atlantic Records. Los actuales artistas son Nas, The Bravehearts y Quan, un MC de Virginia que aparece en el sencillo "Just A Moment" del Street's Disciple de Nas.